# Alphabet syriaque
Cette page contient des caractères spéciaux ou non latins. S’ils s’affichent mal (▯, ?, etc.), consultez la page d’aide Unicode.
L’alphabet syriaque est utilisé pour écrire le syriaque. Cet alphabet dérive de l'alphabet araméen et est à l'origine de l'abjad arabe et de l'alphabet sogdien, qui donne aujourd'hui le mongol bitchig (alphabet mongol), le todo bitchig (alphabet oïrat) et l'alphabet mandchou.
Le syriaque, comme l'arabe ou l'hébreu, est écrit de droite à gauche. L'écriture est cursive, avec quelques lettres rattachées les unes aux autres. L'alphabet comporte 22 lettres, qui sont toutes en principe des consonnes. Le son des voyelles doit être connu du lecteur ou précisé par l'usage de diacritiques. Cependant, les voyelles (-ǎ-, -ā-, -ě-, -ē-, -i-, -o-, -u-) sont en partie notées par des lettres : ainsi 'âlaph représente à l'origine une consonne (un coup de glotte, d'ailleurs non prononcé dans les prononciations classiques du syriaque), mais il a servi ensuite à indiquer les  voyelles de timbre -a- ou -e- au début ou en fin de mot. La lettre wāw est techniquement un -w-, mais peut aussi représenter les voyelles -o- et -u-. De la même manière, la lettre yodh représente la consonne -y-, mais également les voyelles -i- et -e-.

## Formes de l'alphabet syriaque

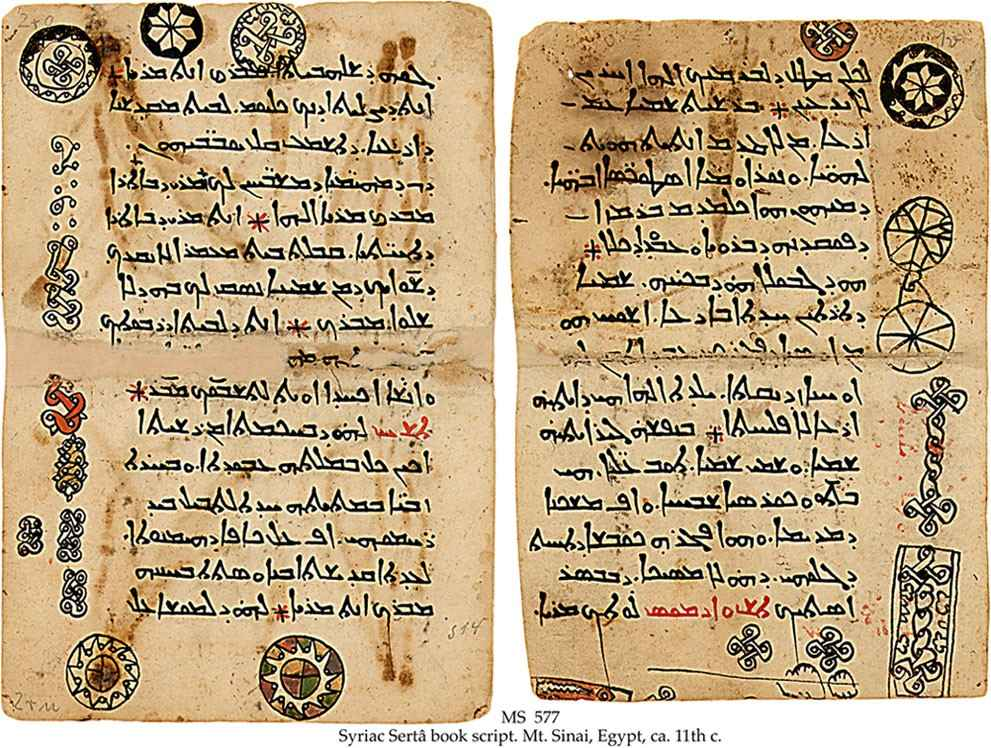
Un livre du XIe siècle écrit en serto syriaque

Il y a trois versions principales de l'alphabet syriaque. La plus ancienne est l’estrangelo (le nom vient du grec στρογγύλη / strongylê, 'arrondi'). Bien que l'estrangelo ne soit plus utilisé comme écriture principale, il est encore présent dans certaines publications universitaires (par exemple celles de l'université de Leyde), dans les titres et inscriptions.
Le dialecte syriaque parlé à l'ouest est généralement écrit sous la forme serto ('linéaire') de l'alphabet, parfois appelée maronite ou jacobienne. La plupart des lettres sont évidemment tirées de l'estrangelo, mais ont été épurées et simplifiées.
Le dialecte est-syriaque est écrit à l'aide de la forme madnhoyo de l'alphabet, parfois appelée nestorien par amalgame avec l'écriture des chrétiens de Perse. L'écriture de l'est est plus proche encore de l'estrangelo. Elle utilise un système de points au-dessus ou au-dessous des lettres pour noter les voyelles.
Cette écriture possède généralement de nombreux diacritiques permettant de lire les voyelles, qui sont de petites voyelles grecques au-dessus ou au-dessous de la lettre : Α (alpha majuscule) représente a, α (alpha minuscule) représente â (prononcé comme un o), ε (epsilon) représente e et ê, Ι (iota majuscule) représente î, et un symbole combiné à partir de Υ (upsilon majuscule) et ο (omicron minuscule) représente û. Ces points-voyelles ont été rationalisés au VIIe siècle d'abord pour l'écriture serto, par Jacques d'Édesse qui a vainement tenté d'introduire des lettres pleines et non des diacritiques (déjà utilisés avant lui mais de façon très peu homogène) pour représenter les voyelles syriaques pour compléter l'alphabet consonantique et en faire un alphabet complet (similaire au grec), avant que le système de diacritiques pour les voyelles s'impose également aux deux autres formes de l'écriture. Ce système de diacritiques a ensuite été complété par des signes supplémentaires pour modifier certaines prononciations des consonnes, marquer certains accents, ou annoter des lettres muettes ou absentes du syriaque et quelques signes liturgiques ou musicaux.
Quand l'arabe devint la langue dominante, l'alphabet syriaque fut utilisé pour noter des textes arabes, ce sont les Karshuni ou Garshuni.

## Écriture estrangelo
| Lettre  | Unicode | Prononciation                 |
| ------- | ------- | ----------------------------- |
| Olaf    | ܐ       | ʔ (coup de glotte) ou silence |
| Bēth    | ܒ       | b (v ou w)                    |
| Gāmal   | ܓ       | g (ɣ)                         |
| Dālath  | ܕ       | d (ð)                         |
| Hē      | ܗ       | h                             |
| Waw     | ܘ       | w (u, o)                      |
| Zain    | ܙ       | z                             |
| Ḥēth    | ܚ       | ħ                             |
| Ṭēth    | ܛ       | tˁ                            |
| Yōdh    | ܝ       | y (i, e)                      |
| Kāph    | ܟ       | k (kh)                        |
| Lāmadh  | ܠ       | l                             |
| Mīm     | ܡ       | m                             |
| Nūn     | ܢ       | n                             |
| Semkath | ܣ / ܤ   | s                             |
| ʿĒ      | ܥ       | '                             |
| Pē      | ܦ       | p (f, ph)                     |
| Ṣādhē   | ܨ       | sˁ                            |
| Qōph    | ܩ       | q                             |
| Rēš     | ܪ       | r                             |
| Šīn     | ܫ       | ʃ                             |
| Taw     | ܬ       | t (θ)                         |

## Codage informatique
L'écriture est codée en Unicode dans le bloc U+0700 à U+074F. Outre l'alphabet de base, où sont également inscrits des lettres de base pour un dialecte oriental du syriaque (syriaque malayalam ou garshuni) et la transcription de la langue arabe, sont codés également des points voyelles diacritiques, des signes de ponctuation, ainsi que des lettres supplémentaires pour la transcription de langues indo-iraniennes (dont le persan et le sogdien). Le codage a été étendu depuis dans le bloc U+0860 à U+086F pour la transcription plus complète du  garshuni et la transcription de variétés de l'arménien et d'autres langues indo-iraniennes (dont le kurde), turques (dont le turc, l'azéri, l'ouzbek, le turkmène et le tatar) ou dravidiennes (dont le malayalam).
| en fr  | 0 | 1 | 2 | 3 | 4 | 5 | 6 | 7 | 8 | 9 | A | B | C | D | E | F    |
| ------ | - | - | - | - | - | - | - | - | - | - | - | - | - | - | - | ---- |
| U+0700 | ܀ | ܁ | ܂ | ܃ | ܄ | ܅ | ܆ | ܇ | ܈ | ܉ | ܊ | ܋ | ܌ | ܍ |   | ܏ MAS |
| U+0710 | ܐ | ܫܑ | ܒ | ܓ | ܔ | ܕ | ܖ | ܗ | ܘ | ܙ | ܚ | ܛ | ܜ | ܝ | ܞ | ܟ    |
| U+0720 | ܠ | ܡ | ܢ | ܣ | ܤ | ܥ | ܦ | ܧ | ܨ | ܩ | ܪ | ܫ | ܬ | ܭ | ܮ | ܯ    |
| U+0730 | ܫܰ | ܫܱ | ܫܲ | ܫܳ | ܫܴ | ܫܵ | ܫܶ | ܫܷ | ܫܸ | ܫܹ | ܫܺ | ܫܻ | ܫܼ | ܫܽ | ܫܾ | ܫܿ    |
| U+0740 | ܫ݀ | ܫ݁ | ܫ݂ | ܫ݃ | ܫ݄ | ܫ݅ | ܫ݆ | ܫ݇ | ܫ݈ | ܫ݉ | ܫ݊ |   |   | ݍ | ݎ | ݏ    |

| en fr  | 0 | 1 | 2 | 3 | 4 | 5 | 6 | 7 | 8 | 9 | A | B | C | D | E | F |
| ------ | - | - | - | - | - | - | - | - | - | - | - | - | - | - | - | - |
| U+0860 | ࡠ | ࡡ | ࡢ | ࡣ | ࡤ | ࡥ | ࡦ | ࡧ | ࡨ | ࡩ | ࡪ |   |   |   |   |   |